# Crisi agiara del 2004
La crisi agiara del 2004, detta anche "seconda rivoluzione delle rose", è stata una crisi politica nella repubblica autonoma di Agiaria in Georgia, allora guidata da Aslan Abashidze, che si rifiutò di obbedire alle nuove autorità centrali insediatesi dopo la destituzione del presidente Eduard Shevardnadze a seguito della cosiddetta rivoluzione delle rose del novembre 2003. La crisi minacciò di trasformarsi in uno scontro militare, poiché entrambe le parti mobilitarono le loro proprie forze a presidio del confine interno tra la provincia e il resto del paese. Tuttavia, il governo post-rivoluzionario della Georgia del presidente Mikheil Saak'ashvili riuscì ad evitare spargimenti di sangue e con l'aiuto dell'opposizione agiara riaffermò la propria supremazia. Abashidze lasciò la regione andando in esilio in Russia nel maggio 2004 e gli successe Levan Varshalomidze.

## La Rivoluzione delle rose
Nel novembre 2003 nella repubblica post-sovietica della Georgia ebbe luogo un cambio di potere filo-occidentale pacifico. La rivoluzione, detta "delle rose", ebbe origine da diffuse proteste conseguenti alle contestazioni sul risultato delle elezioni parlamentari. Le proteste portarono alla cacciata del presidente Eduard Shevardnadze, che aveva guidato il paese dalla fine dell'era sovietica. A sostituirlo venne eletto Saak'ashvili, leader della protesta, che vinse le elezioni presidenziali del 4 gennaio 2004 con una maggioranza del 96% di voti. Nel successivo maggio del 2004, ebbe luogo la cosiddetta "Seconda rivoluzione delle rose" che partì da Batumi, centro principale della regione dell'Agiaria.

## Tensioni in Agiaria
Il leader agiaro Aslan Abashidze, capo della regione autonoma e legato al vecchio sistema politico, essendo in forte opposizione alla rivoluzione delle Rose, dichiarò lo stato di emergenza subito dopo la destituzione di Shevardnadze il 23 novembre 2003. In seguito a negoziati con le autorità centrali, lo stato di emergenza venne temporaneamente annullato il 3 gennaio 2004, appena un giorno prima delle elezioni presidenziali che videro la vittoria di Saak'ashvili. Lo dichiarazione di stato di emergenza venne però rinnovata il 7 gennaio e fu seguita dalla repressione di una manifestazione dell'opposizione mobilitata dal partito di Saak'ashvili, Movimento Nazionale Unito, insieme al movimento giovanile di protesta civlle Kmara, uniti nella protesta contro la politica del separatismo e militarizzazione portata avanti da Abashidze.
Il 19 gennaio, decine di persone rimasero ferite a seguito di scontri tra manifestanti e polizia nel villaggio di Gonio nell'Agiara meridionale. I manifestanti chiesero allora le dimissioni di Abashidze, il quale si recò a Mosca per consultazioni. In occasione della visita, il ministero degli esteri russo, Igor' Sergeevič Ivanov, rilasciò una dichiarazione il 20 gennaio sostenendone la politica e condannando l'opposizione come "forze estremiste". Alla fine di gennaio funzionari georgiani, tra cui il presidente ad interim Nino Burjanadze e il presidente eletto Saak'ashvili, si recarono a incontrare Abashidze a Batumi.
Il 20 febbraio, la sede del movimento di opposizione venne nuovamente perquisita dopo l'organizzazione di una manifestazione di protesta a Batumi. Altri scontri tra sostenitori e oppositori ad Abashidze si verificarono anche a Kobuleti in coincidenza con la visita del segretario generale del Consiglio d'Europa Walter Schwimmer a Batumi, che a sua volta tenne colloqui con Abashidze. Il presidente Saak'ashvili chiese alla dirigenza agiara di abolire il Ministero della sicurezza della Repubblica Autonoma, che era la principale arma di repressione di Abashidze. Nello stesso periodo, il 24 febbraio 2004, al ministro degli esteri della federazione russa Ivanov, succedette Sergej Viktorovič Lavrov.

## La rivoluzione Agiara

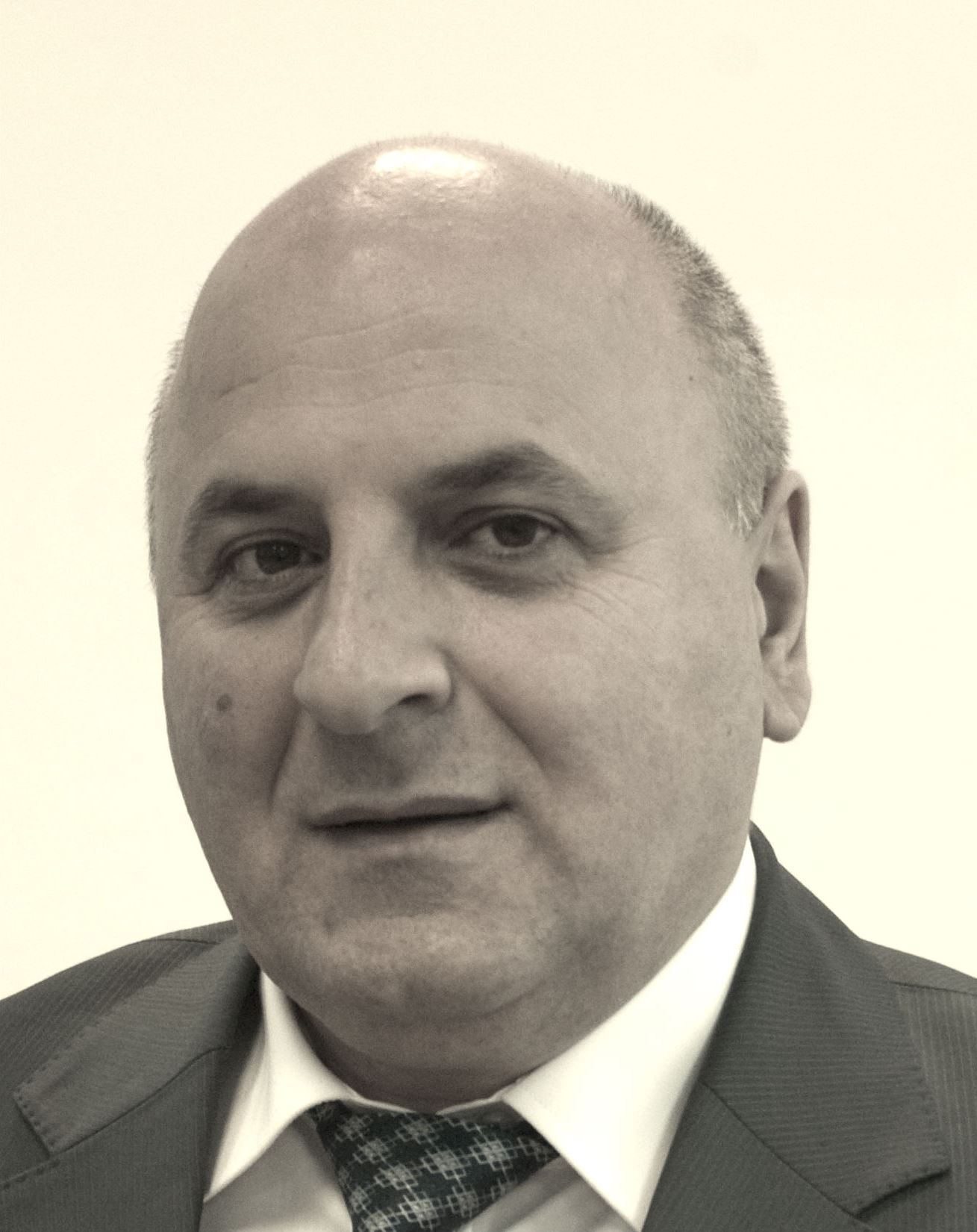
Aslan Abashidze, capo politico della repubblica autonoma di Agiaria in Georgia dal 1991 al 2004

Il 4 maggio, una grande manifestazione di protesta dell'opposizione a Batumi venne repressa dalle forze di sicurezza locali. Secondo quanto riferito, decine di manifestanti rimasero feriti. Lo scioglimento violento della manifestazione pacifica finì per generare proteste ancora più grandi in seguito nello stesso giorno. Decine di migliaia di persone provenienti da tutta l'Agiaria si concentrarono su Batumi chiedendo le dimissioni di Abashidze. Il primo ministro georgiano Zurab Zhvania e il ministro dell'Interno Giorgi Baramidze attraversarono il confine interno sul fiume Choloki il 5 maggio e tennero colloqui con il ministro dell'interno dell'Agiaria Jemal Gogitidze. Quest'ultimo accettò di ritirare le sue forze e gruppi paramilitari dal confine amministrativo, a condizione che gli fosse garantita la sicurezza.  La posizione di Abashidze divenne insostenibile quando i manifestanti locali presero il controllo della parte centrale della città di Batumi e le forze speciali georgiane entrarono nella regione iniziando a disarmare i militanti pro-Abashizde. Più tardi, lo stesso giorno, arrivò a Batumi dalla Russia Ivanov, nella sua nuova veste di Segretario del consiglio di sicurezza russo. Dopo i colloqui notturni con Ivanov, durante i quali Abashidze venne assicurato non ci sarebbe stata estradizione nei suoi confronti, il leader si dimise è partì per Mosca, di fatto ponendo termine alla crisi.
Saak'ashvili partì per l'Agiaria subito dopo la partenza di Abashidze e si incontrò all'alba del 6 maggio con gli agiari in festa a Batumi. "Aslan è fuggito, l'Agiara è libera", esordì nel suo discorso alla folla il presidente Saak'ashvili, congratulandosi con i georgiani, peraltro proprio il giorno di San Giorgio, festività molto sentita nel paese, per quella che descrisse come "una seconda rivoluzione incruenta" in Georgia. Il presidente Saak'ashvili affermò che le dimissioni di Abashidze a suo parere avrebbero aperto la strada per la prosperità della Georgia, segnando l'inizio dell'integrità territoriale del paese
Il 7 maggio, in Agiaria venne istituito il governo presidenziale diretto e venne insediato un consiglio ad interim di 20 membri per il governo della repubblica autonoma, prima dello svolgimento di elezioni locali anticipate nella regione. Levan Varshalomidze venne nominato presidente del governo della Repubblica Autonoma di Adjara. Il 20 giugno 2004 si tennero le elezioni parlamentari regionali. "Agiaria vittoriosa" un pertito legato al presidente Saak'ashvili, ottenne 28 seggi su 30 nell'organo legislativo locale. I restanti due seggi furono occupati dagli ex alleati di Saak'ashvili, membri del Partito Repubblicano. Ci furono accuse di brogli da parte dei repubblicani, dopo aver ricevuto meno del 15% dei voti. Il 20 luglio, il Consiglio supremo dell'Agiaria confermò Varshalomidze come presidente del governo della Repubblica autonoma, incarico mantenuto fino al 2012.

## La sorte di Abashidze
Le proprietà di Abashidze in Georgia, così come quelle dei suoi parenti stretti, furono congelate dai tribunali georgiani ed infine trasferite alla proprietà dello Stato. Secondo il New York Times, a partire dal dicembre 2012, Abashidze viveva nel villaggio di Barvikha nel distretto di Odintsovsky dell'Oblast di Mosca.
Nell'agosto 2016, il tribunale della città di Batumi condannò Abashidze a 15 anni di reclusione in contumacia per molteplici accuse, tra cui abuso d'ufficio, appropriazione indebita, organizzazione di attacchi terroristici nel 2004 e concorso nell'omicidio del suo ex vice Nodar Imnadze, avvenuto il 30 aprile 1991.